# 신 수에즈 운하

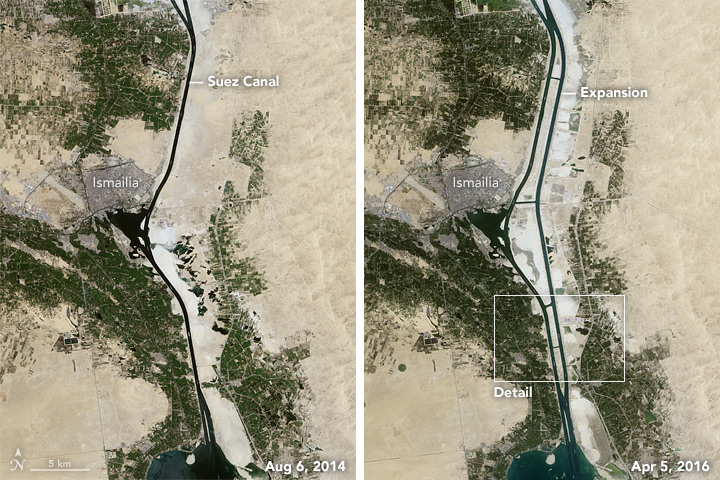
2014년 8월(왼쪽)과 2016년 4월의 비교.

신 수에즈 운하(아랍어: قناة السويس الجديدة)는 지중해와 홍해를 잇는 기존 수에즈 운하를 확장하는 수로이다. 운하를 빠져 나가는 6개의 새로운 터널의 건설 및 강 기슭의 76,000 평방 킬로미터의 땅을 국제 물류 · 상업 · 공업 거점으로 하는 계획으로, 100만명의 일자리를 늘린다는 계획의 일환으로 건설되었다.

## 개요
이 프로젝트는 기존 길이 164km의 운하를 병행하는 새로운 35km의 운하와 기존의 운하 중 37km에 걸친 구간의 굴착과 확장이 포함되었다. 운하의 확장은 운하의 대부분의 구간에서 선박이 동시에 양방향으로 항해할 수 있게 된다. 이로 인해 많은 선박 대기 시간이 11시간에서 3시간으로 줄어든다. 지중해와 홍해를 오가는 통과 시간은 18시간에서 11시간으로 감소된다. 또한, 하루에 운하를 통항할 수 있는 선박 수가 49척에서 97척으로 증가할 것으로 전망되고 있다. 신 수에즈 운하 공사는 2015년 7월에 완공되었다.